# Emma Marrone
Emmanuela Marrone, detta Emma (Firenze, 25 maggio 1984), è una cantautrice e attrice italiana.
Dopo alcune esperienze nell'ambito musicale con diversi gruppi, è salita alla ribalta come cantante solista tra il 2009 e il 2010, ottenendo la vittoria alla nona edizione del talent show Amici di Maria De Filippi e firmando un contratto con l'etichetta discografica Universal Music Italia.
Ha partecipato quattro volte al Festival di Sanremo, trionfando nell'edizione 2012 con il brano Non è l'inferno. Nel 2014 è stata scelta, come rappresentante dell'Italia, all'Eurovision Song Contest 2014 con il brano La mia città e si è classificata alla 21ª posizione.
Nel corso della sua carriera ha ricevuto diversi riconoscimenti, tra cui un Venice Music Award, un TRL Award, 3 MTV Awards e 17 Wind Music Awards per le vendite dei suoi album, singoli e live. Ha ricevuto varie candidature agli MTV Europe Music Awards e ai World Music Award. Inoltre, ha vinto anche un Telegatto come premio alla carriera. 
Al 2025 ammonta a 2,8 milioni il numero di copie da lei vendute in Italia tra album e singoli.
Dal 2020 si è cimentata nel mondo del cinema e dello spettacolo, partecipando al film Gli anni più belli e alla serie televisiva A casa tutti bene - La serie, entrambi di Gabriele Muccino. Ha anche recitato come protagonista nel film Il ritorno diretto da Stefano Chiantini vincendo il premio "Best Performance" al Filming Italy Los Angeles.

## Biografia

### Primi anni
Nata a Firenze da Maria Marchese e Rosario Marrone (1955-2022), ha un fratello, Francesco. Ha vissuto la sua prima infanzia a Sesto Fiorentino, per poi trasferirsi con la famiglia ad Aradeo, in provincia di Lecce, paese d'origine dei genitori. La passione per la musica le è stata trasmessa da suo padre Rosario, il quale, notando la predisposizione della figlia, l'ha inserita all'età di nove anni nel suo gruppo Karadreon e in qualche occasione anche negli H2O, dei quali il padre era chitarrista.
Ha conseguito la maturità al liceo classico scrivendo una tesina sulla musica. Ha lavorato come magazziniera e ha svolto il lavoro di commessa per tre anni.

### 2003-2009: il debutto discografico
Ha esordito nel mondo musicale professionistico nel 2003, partecipando e vincendo, insieme a Laura Pisu e Colomba Pane, il talent show Superstar Tour. Il programma aveva l'obiettivo di creare un gruppo musicale composto da tre ragazze sotto contratto con la Universal. Dopo la formazione delle Lucky Star, si sono esibite agli Italian Music Awards per il lancio del singolo Stile. Dopo l'uscita del medesimo, si allontanarono dal progetto dell'album. Il gruppo si riavvicinerà nel 2005 incidendo la sigla del cartone animato W.I.T.C.H., composta da Max Longhi e Giorgio Vanni, intitolata nello stesso modo e contenuta nel loro album LS3. Successivamente il gruppo si sciolse. Nel 2007 forma il gruppo musicale M.J.U.R., acronimo di Mad Jesters Until Rave; pubblicando nel 2008, con etichetta Dracma Records, l'album Mjur ; tutte le tracce del disco sono state scritte da Emma. Il gruppo si è sciolto nel 2009. Tra il 2007 e il 2009 ha fatto parte come cantante del gruppo di suo zio, gli Anonimo Soul. Nel periodo precedente al suo ingresso alla nona edizione di Amici, ha militato, per un anno, in un'altra band del padre, gli H2O.

### 2009-2010: la vittoria adAmici 9eOltre

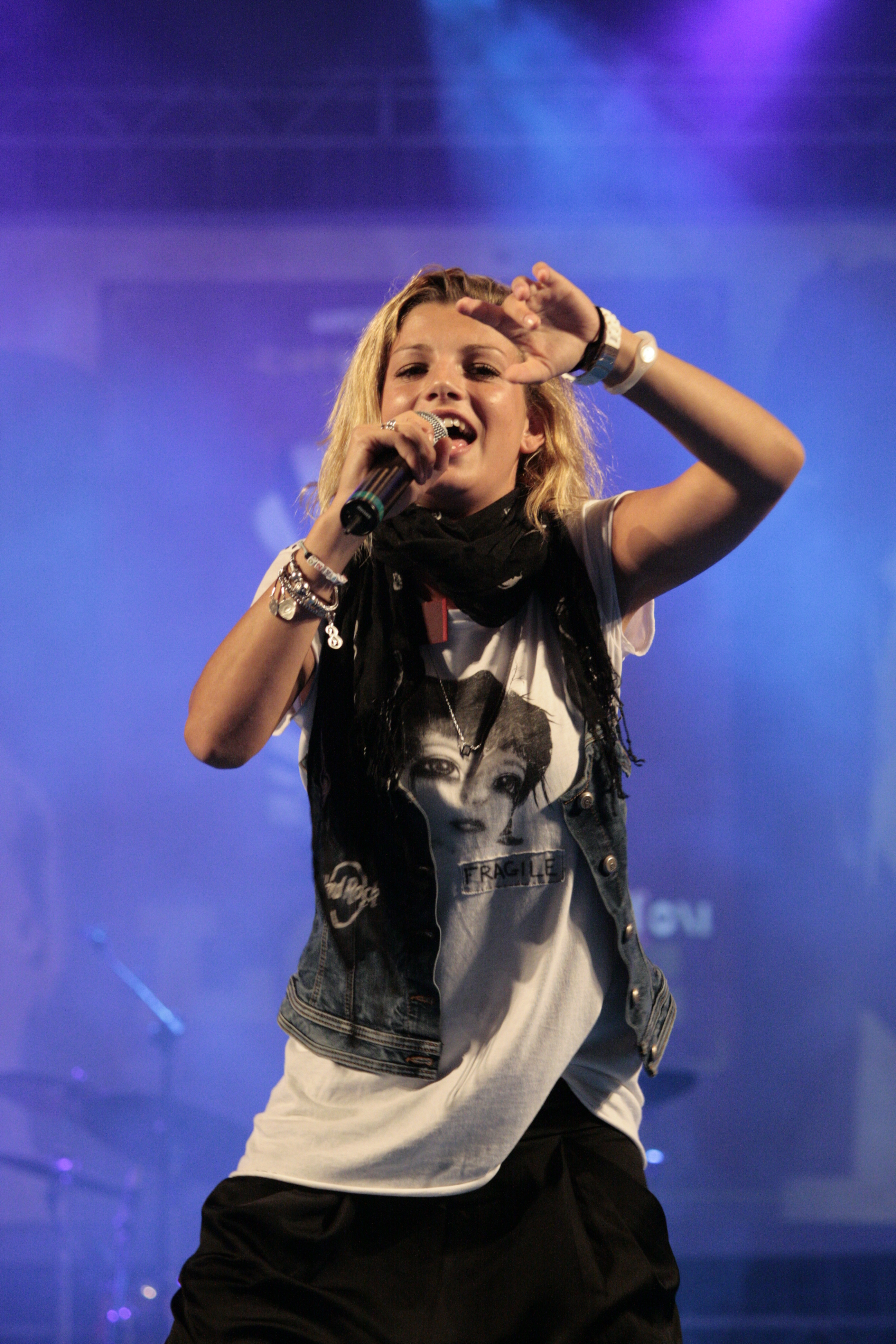
Emma in concerto al Giffoni Film Festival 2010

Si è presentata ai provini per la nona edizione del talent show Amici di Maria De Filippi. Nel settembre del 2009 è entrata a far parte della rosa dei concorrenti del talent show, voluta fortemente dall'insegnante Charlie Rapino. Nel corso della partecipazione, ha inciso alcuni brani come Davvero e Folle paradiso, inseriti nella raccolta Sfida, e Meravigliosa, che ha raggiunto la nona posizione della Top Singoli (sebbene non fosse stato estratto come tale) e inserita nella raccolta 9; entrambe le compilation sono legate alla trasmissione dalla quale è uscita vincitrice in seguito alla finale del programma, tenutasi il 29 marzo 2010.
Il 16 marzo 2010, dopo aver firmato un nuovo contratto con la Universal Music Italia, questa volta in qualità di solista, è stato pubblicato il suo primo EP, Oltre, contenente sette brani tra cui il singolo di debutto Calore, presentato al pubblico già durante il talent show; il singolo ha raggiunto la prima posizione della classifica italiana dei singoli ed è stato certificato disco di platino per oltre 30 000 copie vendute. Oltre ha raggiunto anch'esso la prima posizione della rispettiva classifica ed è stato certificato doppio disco di platino nelle prime due settimane dall'uscita per le oltre 120 000 copie vendute; il disco si è rivelato essere il secondo album più venduto in Italia nel 2010. In Svizzera ha raggiunto l'85ª posizione della rispettiva classifica.
Il 28 maggio 2010 ha partecipato ai Wind Music Awards, ed è stata premiata con il Premio CD Multiplatino per l'EP Oltre.
Dal giugno al settembre 2010 si è svolto il suo primo tour, intitolato Ahi ce sta passu, frase in dialetto salentino che tradotta significa "Ahi, cosa sto passando". Tra giugno e luglio dello stesso anno Emma è stata impegnata anche con l'Amici Tour 2010, dove si è esibita insieme a tutti i ragazzi del serale di Amici di Maria de Filippi 9. Nell'estate del 2010 riceve anche il premio miglior voce femminile dell'anno 2010 ai Venice Music Awards. A gennaio 2014 l'EP Oltre è stato certificato triplo disco di platino per le oltre 150 000 copie vendute.

### 2010-2011:A me piace così
Il 19 ottobre 2010 viene pubblicato il suo primo album in studio solista, A me piace così. L'album, anticipato dal singolo Con le nuvole pubblicato il 24 settembre 2010, ha debuttato alla seconda posizione della Classifica FIMI Album, mentre in Svizzera ha raggiunto la 50ª posizione della Schweizer Hitparade. Dal 19 novembre 2010 è entrato in rotazione radiofonica il secondo singolo, Cullami. Il 30 novembre viene pubblicata l'edizione speciale di A me piace così, contenente in più l'EP Oltre e due brani inediti: L'amore che ho, scritto da Neffa, e la cover di (Sittin' on) the Dock of the Bay, cantata con Craig David e inserita anche nella versione digitale dell'album Signed Sealed Delivered del cantante britannico.
Nel febbraio 2011 ha partecipato al 61º Festival di Sanremo insieme al gruppo Modà con il brano Arriverà, classificandosi al secondo posto, dietro Roberto Vecchioni. In seguito a questa partecipazione, il 16 febbraio 2011 viene pubblicata la Sanremo Edition di A me piace così. Nella terza serata del festival, intitolata Nata per unire e dedicata al 150º anniversario dell'Unità d'Italia, Emma con i Modà eseguono Here's to You (la ballata di Sacco e Vanzetti). Quest'ultima è stata eseguita dalla Marrone nella trasmissione Annozero di Michele Santoro, il quale ha fortemente voluto l'artista ospite del suo programma televisivo.
Arriverà riesce al suo debutto, a raggiungere la prima posizione della Top Singoli. Nello stesso mese riceve una nomination ai TRL Awards 2011 nella categoria Best Talent Show Artist. Il successivo 15 aprile, entra in rotazione radiofonica il nuovo singolo Io son per te l'amore.
Anticipando la tournée estiva, nella primavera del 2011 Emma ha fatto da apri concerto a Taylor Swift nell'unica tappa italiana del suo tour e a tre tappe di Gianna Nannini. Il 2 maggio 2011 ha preso parte come ospite al programma televisivo musicale Due di Rai 2, condotto da Gianni Morandi e Roberto Vecchioni, con i quali ha anche duettato nel corso della serata.
Il 29 maggio 2011 ha aperto la finale della Coppa Italia 2010-2011 allo Stadio Olimpico di Roma cantando l'inno nazionale italiano. Tra giugno e luglio 2011 si è svolto l'A me piace così Tour 2011 e in contemporanea Emma ha aperto due concerti di Vasco Rossi del Vasco Live Kom '011.
Nel mese di luglio del 2011 ha partecipato al Festival teatro canzone Giorgio Gaber, in ricordo del cantautore Giorgio Gaber; Emma si è esibita in Io non mi sento italiano e La libertà. Nello stesso periodo ha partecipato ai Wind Music Awards 2011 dove è stata premiata con il Premio CD Platino per l'album A me piace così e con il Premio Digital Songs Platino, in collaborazione con i Modà, per il singolo Arriverà, secondo i parametri delle Certificazioni FIMI in corso nel 2011.
A settembre 2011 l'album è stato certificato doppio disco di platino dalla FIMI per aver venduto oltre 120 000 copie, mentre il singolo omonimo è stato certificato disco multiplatino per le oltre 60 000 copie vendute.

### 2011-2012:Sarò libera

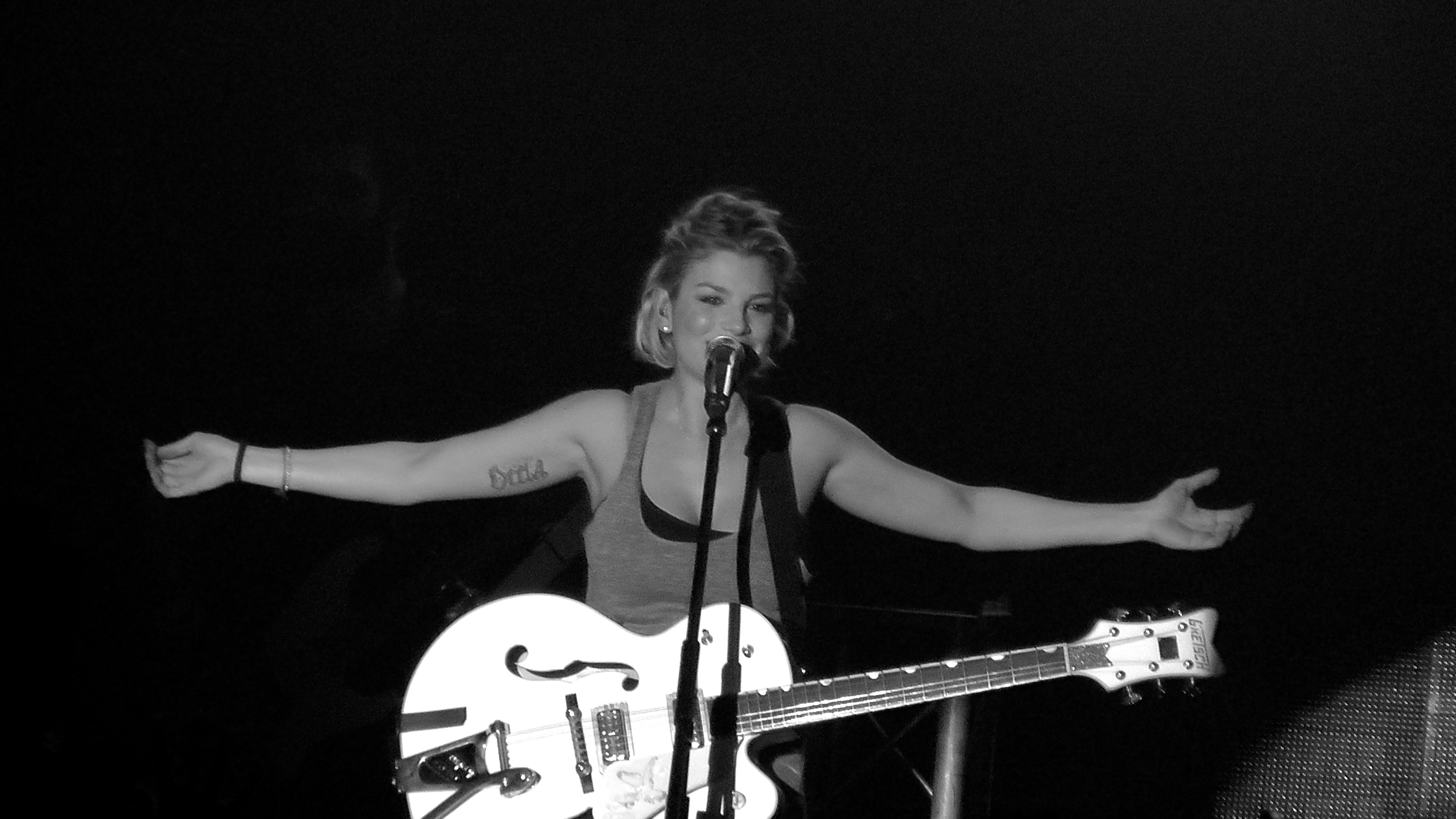
Emma in concerto a Firenze nel 2012, con la sua chitarra Gretsch White Falcon, durante il Sarò libera Tour

Il 28 luglio 2011 viene resa nota la copertina del nuovo disco, Sarò libera, pubblicato il 20 settembre 2011 e trainato dall'omonimo singolo, pubblicato il 2 settembre 2011. Il singolo, certificato disco d'oro, raggiunge la quarta posizione della Top Singoli, mentre l'album entra direttamente alla prima posizione della Classifica FIMI Artisti. L'album viene ufficialmente certificato, nell'agosto 2012, doppio disco di platino per le oltre 120 000 copie vendute. Il 28 ottobre 2011, viene pubblicato il secondo singolo, Tra passione e lacrime.
Nel gennaio del 2012 ottiene un cameo nel film Benvenuti al Nord, dove sul finire del film e nei titoli di coda canta Nel blu dipinto di blu di Domenico Modugno.
Il 15 gennaio 2012 è stata resa nota la sua partecipazione al 62º Festival di Sanremo, dove nel febbraio seguente ha gareggiato in gara con il brano Non è l'inferno, scritto per lei, per quanto riguarda il testo, da Kekko Silvestre e con le musiche composte da Luca Sala ed Enrico Palmosi; per l'occasione è stata pubblicata la Sanremo Edition di Sarò libera. Nella terza serata del festival ha duettato con Gary Go in If Paradise Is Half as Nice e nella quarta serata, con Alessandra Amoroso in Non è l'inferno. Il 19 febbraio 2012 viene proclamata vincitrice della kermesse. Il brano, entrato direttamente alla prima posizione della Top Singoli, a settembre viene certificato disco multiplatino per le oltre 60 000 copie vendute. In Svizzera il singolo ha raggiunto la 19ª posizione della rispettiva classifica, rimanendo in classifica per le successive tre settimane, mentre la Sarò libera - Sanremo Edition ha raggiunto come posizione massima la 43ª, rimanendo in classifica per otto settimane. Nello stesso mese, la cantante ha ricevuto una nomination ai Kids' Choice Award 2012 nella categoria Miglior cantante italiano.
Il 31 marzo 2012 ha fatto ritorno ad Amici, nel serale dell'undicesima edizione, rientrando in gara nella categoria Big, vinta poi da Alessandra Amoroso. Amoroso ha diviso il premio, consistente in un concerto gratuito all'Arena di Verona, con Emma. Nel corso della trasmissione è stato pubblicato il brano che Emma ha scritto per Antonino Spadaccino dal titolo Resta ancora un po', brano che ha raggiunto la sesta posizione della Top Singoli.
In parallelo è stata madrina degli Hyundai Music Awards in cui vi era in palio un contratto discografico con la Universal. Nello stesso periodo ha ricevuto due nomination ai TRL Awards 2012 come Best Fan e Italian Do It Better vincendo quest'ultima. Il 27 aprile 2012 è stato pubblicato il quarto singolo Cercavo amore, rimasto per due settimane in vetta nella classifica italiana dei singoli e successivamente certificato disco di platino dalla FIMI; in Svizzera il singolo ha invece debuttato alla 68ª posizione.
Nel maggio 2012 ha preso parte ai Wind Music Awards 2012, durante i quali ha ricevuto il Premio CD Platino per l'album Sarò libera, ha cantato Cercavo amore e ha duettato con Pino Daniele sulle note di Io per lei e Quando. Il mese seguente l'album viene certificato doppio disco di platino e successivamente totalizza 87 settimane consecutive in classifica. Il 10 luglio 2012 è stato pubblicato il remix ufficiale del singolo realizzato da Alex Gaudino e Jason Rooney e contenente due brani. Cercavo amore è stata scelta per essere una delle tracce di Just Dance 4 (unico brano italiano presente), disponibile dal 2 ottobre 2012 in tutto il mondo.
Nel mese di luglio è iniziato il suo terzo tour, il Sarò libera Tour, conclusosi nel mese di dicembre dello stesso anno. Il Concerto del vincitore - Tezenis Live di Alessandra Amoroso ed Emma, svoltosi il 5 settembre all'Arena di Verona, è stato trasmesso su Canale 5 il 6 settembre. Il 17 settembre 2012 viene estratto il quinto singolo, Maledetto quel giorno.
L'8 ottobre 2012 prende parte al Puglia Sounds in London, evento creato per far ascoltare la musica pugliese all'estero, svoltosi nell'auditorium KOKO di Londra. Il 6 novembre è stata rivelata la lista tracce del triplo disco Per Gaber... io ci sono, tributo a Giorgio Gaber ed Emma è presente con il brano, La libertà.
Il 12 novembre è stato pubblicato attraverso il sito del Corriere della Sera il videoclip di Non sono solo te, il primo che ha visto la Marrone nei panni di regista e sceneggiatrice.

### 2013-2014:Schiena, l'Eurovision Song Contest 2014 edE Live

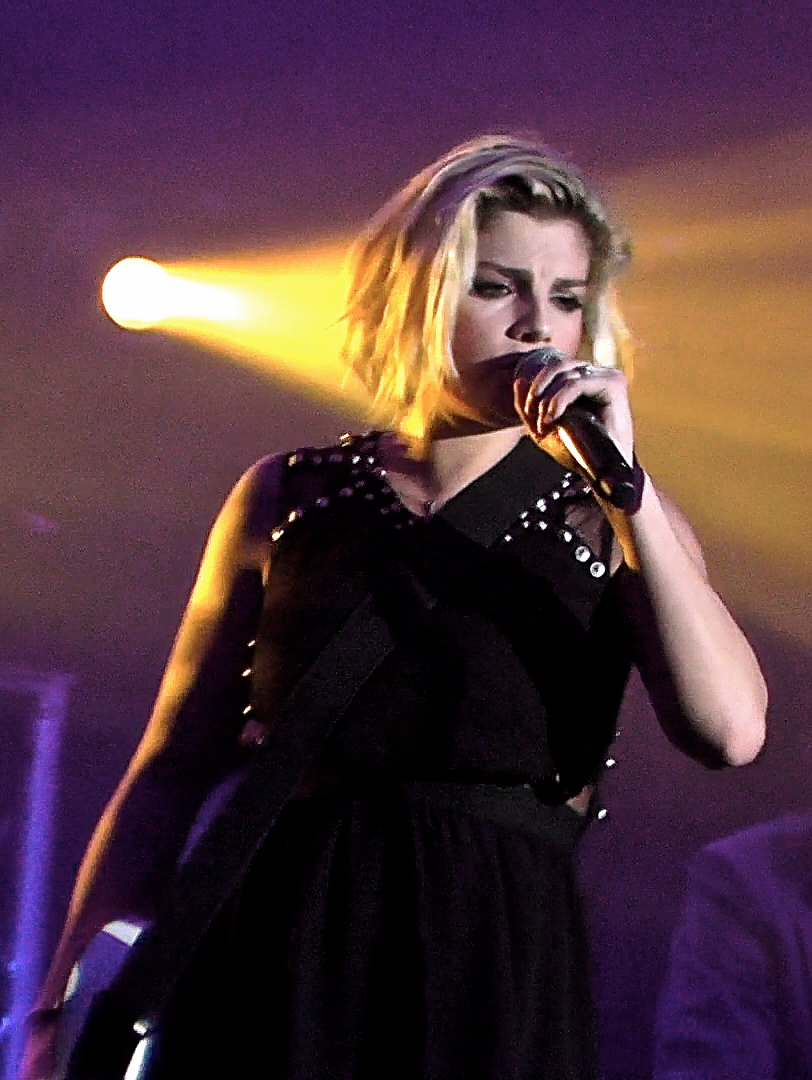
Emma in concerto al PalaDozza di Bologna con il Sarò libera Tour nel 2012

Nel 2013 la cantautrice si è iscritta alla SIAE dove deposita i brani solisti di cui è autrice; nell'archivio è presente come Marrone Emmanuela. Prima della sua carriera solista è stata autrice, compositrice e cantautrice dei brani del gruppo musicale, M.J.U.R. Nel febbraio dello stesso anno, Marrone ha ricevuto una nomination agli annuali Nickelodeon Kids' Choice Awards nella categoria Miglior cantante italiano. Nello stesso periodo ha duettato con la cantante Annalisa nel brano Per Elisa di Alice in occasione della quarta serata Festival di Sanremo 2013 dedicata a Sanremo Story, oltre ad essere stata scelta come direttore artistico di una squadra della dodicesima edizione di Amici di Maria De Filippi, andando in sfida contro l'altra squadra di Miguel Bosé (sostituito poi da Eleonora Abbagnato). Ad aggiudicarsi la vittoria del talent show è stato il rapper Moreno, appartenente alla squadra della Marrone.
Il 13 marzo 2013 la cantautrice ha rivelato attraverso Facebook la copertina del singolo Amami, pubblicato il 22 dello stesso mese. Tale singolo ha anticipato la pubblicazione del terzo album in studio Schiena, annunciato in via ufficiale dalla cantante stessa il 18 marzo e pubblicato il 9 aprile. Prodotto da Brando, l'album ha debuttato alla prima posizione della classifica italiana degli album, mantenendo la posizione nelle tre settimane seguenti, ed è stato certificato disco di platino dalla FIMI il 21 giugno dello stesso anno. L'album è successivamente risultato essere il quinto album più venduto del 2013 in Italia, nonché certificato tre volte disco di platino in Italia il 23 maggio 2014 per aver venduto oltre 150 000 copie.
Per la promozione dell'album, il 7 maggio 2013 è stato annunciato lo Schiena Tour, che ha visto Marrone esibirsi nei maggiori palasport d'Italia da novembre a dicembre 2013, realizzando sold out continui e totalizzando oltre 85 000 spettatori. Il 3 giugno è stata premiata ai Wind Music Awards 2013 come Premio CD Oro per l'album Schiena e come Premio Digital Songs Platino per il singolo Amami, brano eseguito durante la serata; il 15 dello stesso mese è stata invece premiata agli MTV Awards 2013 nella categoria Wonder Woman.
Il 21 giugno 2013 è stato pubblicato il secondo singolo Dimentico tutto, scritto da Nesli e presentato in due serate del Summer Festival. Il 26 agosto il singolo è stato certificato disco d'oro per le oltre 15 000 copie vendute, ottenendo quello di platino il mese successivo. Il 24 agosto ha partecipato alla Notte della Taranta a Melpignano, cantando due brani in dialetto salentino Lu rusciu de lu mare e L'Acqua de la funtana. A settembre ha ricevuto 6 nomination ai World Music Award, come Best song (con Amami), Best Album (con Sarò libera e Schiena), Best video (sempre con Amami), Miglior artista femminile, Best Live Act e Best Entertainer. Sempre nel settembre 2013 viene candidata, come unica donna, nella categoria Best Italian Act agli MTV Europe Music Awards e vince il TeleRatto come Scostumata dell'anno.
L'11 ottobre è entrato in rotazione radiofonica il terzo singolo L'amore non mi basta, uscito in contemporanea con l'annuncio di una riedizione di Schiena. Intitolata Schiena vs Schiena, la riedizione è composta da due CD: il primo è costituito dal disco originario con l'aggiunta dell'inedito La mia città, mentre il secondo è costituito da versioni riarrangiate in chiave semi-acustica di tutti i brani dell'album. Tra le tracce in versione semi-acustica è presente una versione di Dimentico tutto in stile reggae, con una parte del testo riscritta in salentino da Emma. Nel mese di novembre ha partecipato come ospite alla trasmissione-tributo Unici: Mina d'altro canto, per celebrare insieme ad altri cantanti Mina, suo idolo da sempre. Nel dicembre 2013 il singolo L'amore non mi basta è stato certificato disco d'oro per le oltre 15 000 copie vendute in digitale. Il 22 dello stesso mese si è esibita al Mediolanum Forum di Milano, ospite speciale del Family Christmas Show di Laura Pausini. All'evento duetta con la Pausini sulle note di Come se non fosse stato mai amore.

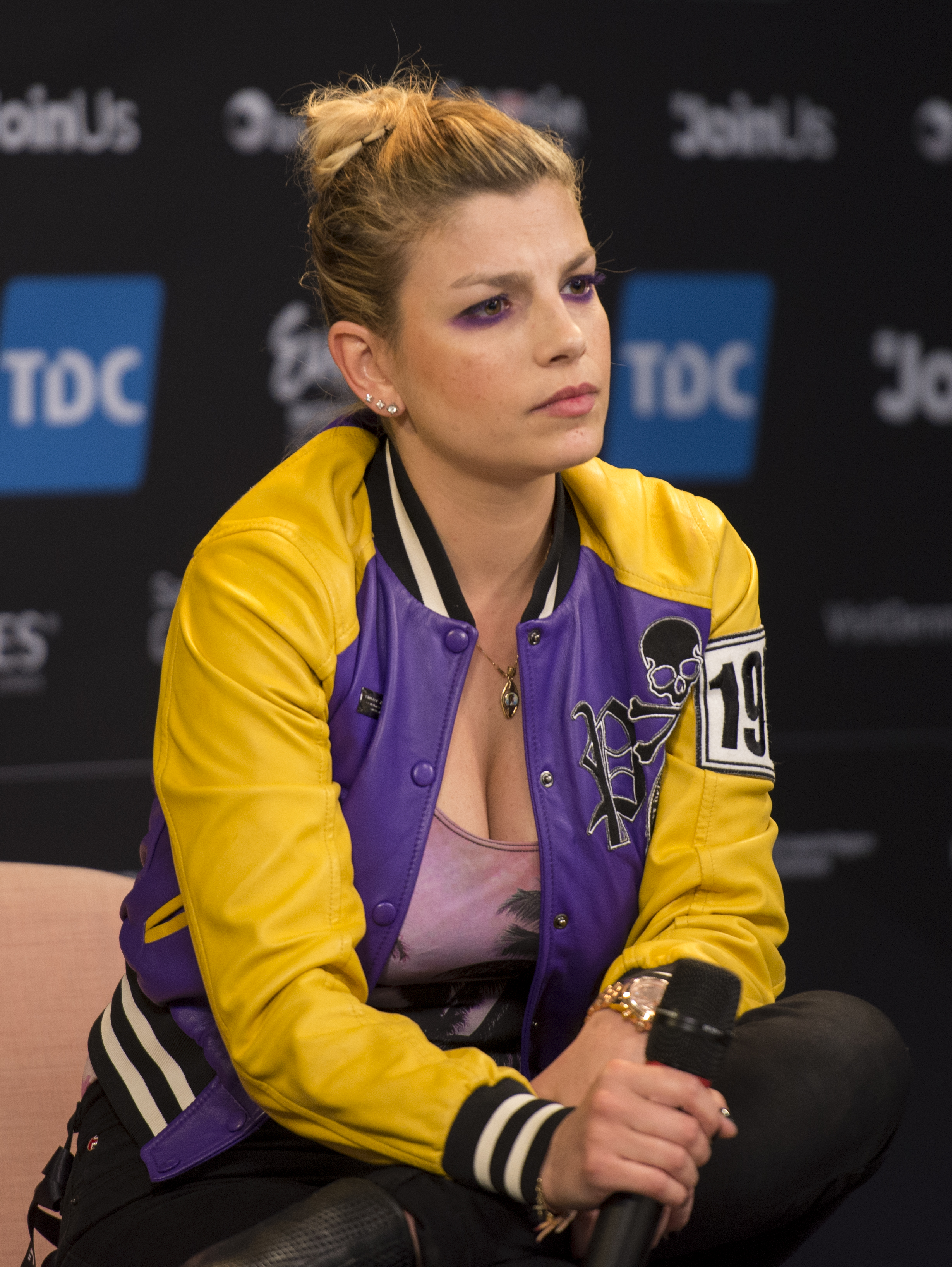
Emma alla conferenza stampa dell'Eurovision Song Contest 2014

Il 21 gennaio 2014 viene confermata la sua presenza all'Eurovision Song Contest 2014, in programma il 10 maggio a Copenaghen, come rappresentante dell'Italia con il brano La mia città, scritto dalla cantante stessa. Alla manifestazione, la cantante è posizionata alla 21ª posizione, uno dei risultati più bassi di sempre per un artista italiano in termini di posizione.
Nel frattempo, il 24 gennaio è entrato in rotazione radiofonica il quarto singolo estratto da Schiena, Trattengo il fiato. Anche quest'ultimo ottiene la certificazione di disco d'oro per le oltre 15 000 copie vendute. A febbraio 2014, la canzone Acqua e ghiaccio è stata inserita nella colonna sonora della miniserie Braccialetti rossi. In occasione del Carnevale di Venezia ha ricevuto il premio Cavalchina Awards 2014, destinato a "celebrare le personalità straordinarie che per talento creativo e interpretativo e per stile di vita sono internazionalmente riconosciute come simbolo artistico unico e inimitabile". Il 17 marzo è stato pubblicato il video di La mia città. Il 20 giugno si è esibita come ospite di Radio Italia, in un mini live, in Brasile, esattamente a Casa Azzurri, a Recife, in occasione del Campionato mondiale di calcio 2014. Dal 6 luglio la cantante è ripartita con un mini-tour estivo di sette date denominato Emma Limited Edition, con la data zero il 2 luglio a Campione d'Italia a Como per poi proseguire all'Arena di Verona il 7 luglio. Un tour inedito per la cantante salentina che si è esibita per la prima volta con un'orchestra di 13 elementi diretta dal Maestro Davide Di Gregorio rivisitando ogni brano con nuovi arrangiamenti. Ad ogni tappa c'è stato un ospite, alla prima data David Bisbal, nelle altre Loredana Bertè, Alessandra Amoroso, Fiorella Mannoia, Rufus Wainwright e Malika Ayane.
Nel mese di giugno 2014 ha preso parte alle prime due puntate del Summer Festival. Le canzoni La mia città e Amami sono state candidate al concorso indetto da RTL 102.5 Premio RTL 102.5 - Canzone dell'estate 2014. Ha partecipato anche al premio di serata, classificandosi prima con La mia città durante la prima serata. Il 29 luglio è stato pubblicato per il download digitale il singolo di David Bisbal Hombre de tu vida, realizzato in duetto con la Marrone e che ha anticipato l'uscita dell'album del cantante spagnolo. Ad agosto la cantante ha collaborato con i Bundamove al brano Radici e polvere e nello stesso periodo ha annunciato le date del tour invernale Emma 3.0, partito nel mese di novembre.
Il 1º settembre Emma ha duettato col cantautore napoletano Pino Daniele durante il concerto Nero a metà tenuto all'Arena di Verona. Al termine dell'esibizione, nel quale ha interpretato Je so pazzo e Nun me scuccià, la cantante salentina ha ringraziato Daniele con la frase "Grazie Pino, mi hai fatto sfogare. Ma soprattutto mi hai regalato un sogno".
Il 10 ottobre 2014 Emma ha pubblicato attraverso Facebook la copertina del singolo Resta ancora un po', scritto dalla cantante stessa e precedentemente inciso come singolo da Antonino Spadaccino nel 2012 nell'album Libera quest'anima. La versione della Marrone, ad una settimana dalla sua pubblicazione, ha debuttato alla 16ª posizione della Top Singoli e ha anticipato l'uscito dell'album dal vivo E Live, pubblicato il 11 novembre 2014. Sia l'album che il singolo ottengono il disco d'oro, il primo per aver venduto oltre 25 000 copie, il secondo per averne vendute, in digitale, oltre 15 000.
Il 12 dicembre 2014 è stato pubblicato il singolo dei Modà Come in un film, realizzato con la partecipazione vocale di Emma.

### 2015-2017: partecipazioni televisive,Adesso

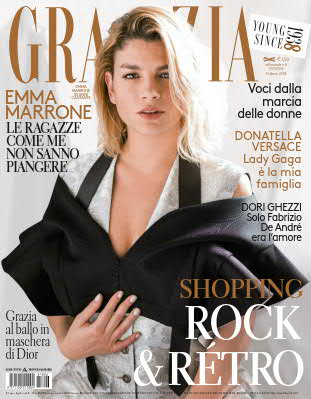
Emma nella copertina del settimanale Grazia, 25 gennaio 2018

Nel 2015 Carlo Conti, direttore artistico del Festival di Sanremo, la sceglie come valletta della kermesse, insieme a Arisa e all'attrice Rocío Muñoz Morales. La sua partecipazione al Festival viene ufficializzata il 13 gennaio 2015, durante la conferenza stampa al Casinò di Sanremo. Subito dopo la partecipazione al Festival di Sanremo, è partita la seconda stagione della serie televisiva Braccialetti rossi, nella cui colonna sonora è presente un brano di Emma intitolato Se rinasci.
Il 9 febbraio è presente nella rivista Rolling Stone Italia nel numero intitolato: "Le 100 facce della musica italiana", che raccoglie i volti più influenti del panorama musicale italiano. Nello stesso mese ufficializza il ritorno nei panni di direttore artistico nel serale della quattordicesima edizione di Amici di Maria De Filippi, nella cui prima puntata si è esibita interpretando Caruso di Lucio Dalla. Il 17 aprile dello stesso anno è stato pubblicato il singolo Ora o mai più del produttore italiano Don Joe, a cui Marrone ha partecipato vocalmente. Il 25 maggio la cantante è stata premiata al Premio Regia Televisiva 2015 per la sua partecipazione a Amici di Maria De Filippi e al Festival di Sanremo 2015, mentre tre giorni più tardi, in occasione del secondo anniversario della Convenzione di Istanbul, ha collaborato insieme a Carmen Consoli, Gianna Nannini, Elisa, Irene Grandi e Nada con il brano La signora del quinto piano. Il 4 giugno è stata premiata ai Wind Music Awards per il disco d'oro ottenuto con l'album dal vivo E Live e ha dedicato il premio a Pino Daniele interpretando Napule è.
Il 19 giugno è stato pubblicato il singolo Occhi profondi, presentato per la prima volta dal vivo al Summer Festival 2015, manifestazione alla quale la cantante ha partecipato in veste di giudice speciale. Il singolo è stato successivamente certificato doppio disco di platino dalla FIMI per le oltre 100 000 copie vendute. Il 7 settembre la cantante è stata ospite del concerto di Fiorella Mannoia tenutosi all'Arena di Verona, a cui hanno partecipato anche altri artisti come J-Ax, Noemi e Loredana Bertè; esattamente un mese dopo, la Marrone è stata ospite insieme ad Elisa della seconda puntata dello show televisivo Capitani coraggiosi di Gianni Morandi e Claudio Baglioni, esibendosi con questi ultimi nelle note finali di E tu e poi in Ma chi se ne importa e Si può dare di più.
Il 23 ottobre è stato pubblicato un ulteriore singolo Arriverà l'amore, anch'esso successivamente certificato disco di platino, mentre quattro giorni più tardi è stato annunciato il quarto album in studio della cantante, intitolato Adesso e pubblicato il 27 novembre dello stesso anno. Composto da 13 brani, il disco ha debuttato alla seconda posizione della classifica italiana degli album ed è stato certificato doppio disco di platino dalla FIMI per aver venduto oltre 100 000 copie. Il 22 dicembre 2015 è stata ospite del programma televisivo Panariello sotto l'albero, durante il quale ha interpretato All I Want for Christmas Is You, A mano a mano, Malo, Amami e Arriverà l'amore. Il 22 gennaio 2016 è invece uscito il terzo singolo estratto da Adesso, intitolato Io di te non ho paura. Un mese più tardi è stata invece ufficializzata la sua partecipazione alla quindicesima edizione di Amici di Maria De Filippi come direttore artistico della squadra bianca in coppia con la cantante Elisa.
Nel 2016 ha preso parte all'album Amici non ne ho... ma amiche sì! di Loredana Bertè, duettando nei brani Non sono una signora e Amici non ne ho, in On di Elisa nel brano Sorrido già e in due brani del disco di Ron, in Una città per cantare e in Prigioniera a distanza. L'8 marzo dello stesso anno la piattaforma Spotify ha comunicato che dal giorno dell'uscita dell'app fino all'8 marzo Emma è stata la cantante donna italiana più ascoltata sulla piattaforma.
Il 14 maggio 2016 la cantautrice è stata ospite del concerto di Gianna Nannini tenuto all'Arena di Verona, duettando con lei in alcuni suoi brani, mentre il 1º giugno presso lo stesso luogo è stata ospite anche di Renato Zero, con il quale ha cantato Spiagge e Sempre in omaggio a Gabriella Ferri. Sempre nel mese di giugno 2016 Emma ha preso parte a numerosi eventi musicali italiani, tra cui il Wind Music Awards dove ha ritirato due premi, oltre ad aver cantato in anteprima assoluta il singolo Libre insieme a Álvaro Soler, l'MTV Awards, dove ha vinto nella categoria "Best Italian Female", il concerto di Radio Italia Live, dove ha cantato Arriverà l'amore, Io di te non ho paura, Il paradiso non esiste e infine ha duettato con Elisa e Giuliano Sangiorgi in Sorrido già, e infine il Summer Festival 2016, nel quale è stata presente per tre serate.
L'8 agosto 2016 è stata ospite di Franco Battiato per il Milo Fest al Teatro Lucio Dalla duettando con lo stesso. Il 13 settembre esce Dentro è tutto acceso, raccolta di pensieri e fotografie della cantante edita da Arnoldo Mondadori Editore. Il 18 novembre 2016 la cantante ha pubblicato il singolo Quando le canzoni finiranno, il quarto e ultimo estratto da Adesso.
Nell'aprile 2017 ha sostituito Morgan come direttore artistico della squadra bianca del talent show Amici di Maria De Filippi a partire dalla quinta puntata.

### 2018:Essere qui

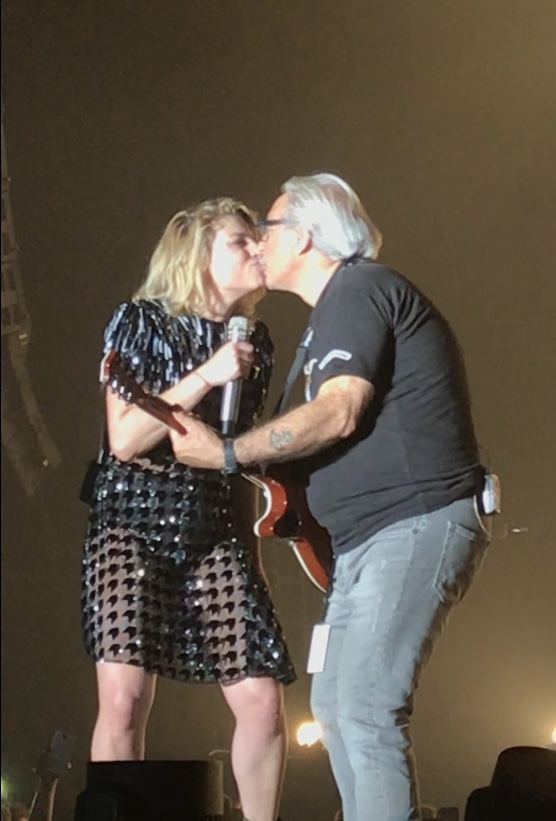
Emma insieme al padre Rosario durante l'ultima tappa dell'Essere qui tour a Napoli

Il 2 gennaio 2018 Emma Marrone ha annunciato la pubblicazione del quinto album in studio Essere qui, avvenuta il 26 dello stesso mese. Registrato interamente presso le Officine Meccaniche di Milano, il disco è stato anticipato il 5 gennaio dal singolo L'isola. Successivamente sono stati pubblicati altri due singoli dall'album: Effetto domino e Mi parli piano.
L'album è stato inoltre promosso dal tour Essere qui Tour 2018 nella maggior parte dei palazzetti d'Italia durante il maggio 2018, anticipato da due live, il primo a Tokyo il 21 aprile in occasione del festival Italia, amore mio! e il secondo a Las Vegas il 25 aprile in occasione della Billboard Latin Music Week. Il 13 aprile, inoltre, Essere qui è stato pubblicato anche in Giappone. Durante il tour, Emma è stata giudice in alcune puntate di Amici di Maria De Filippi. Il 5 giugno è stata premiata ai Wind Music Awards per il disco d'oro dell'album Essere qui e il 7 giugno è stata ospite nella serata dedicata a Pino Daniele, Pino è, dove ha cantato Io per lei. Nel luglio 2018 partecipa al singolo Faccio quello che voglio di Fabio Rovazzi, assieme a Nek e Al Bano, seppur senza essere accreditati nel singolo.
Il 16 novembre esce la riedizione intitolata Essere qui Boom Edition, contenente quattro inediti, tra cui il singolo Mondiale.

### 2019-2021:FortunaeBest of Me
Nel 2019 la cantante ha pubblicato il sesto album Fortuna, anticipato nel mese di settembre dal singolo Io sono bella. Il disco è stato in seguito promosso anche dai singoli Stupida allegria e Luci blu, usciti rispettivamente il 6 dicembre 2019 e il 6 marzo 2020. Per il disco la cantante aveva programmato un concerto speciale per il 25 maggio 2020 e il Fortuna Tour per l'autunno, ma a causa della pandemia di COVID-19 entrambi gli eventi sono stati posticipati al 2021.
Il 4 febbraio 2020 è stata ospite della prima serata del Festival di Sanremo 2020, Sempre nel 2020 Marrone ha preso parte al progetto Italian Allstars 4 Life, iniziativa benefica a favore della Croce Rossa Italiana, per cui l'8 maggio 2020 è uscito il singolo corale Ma il cielo è sempre blu. Successivamente la cantante ha rivestito il ruolo di giudice nella quattordicesima edizione del talent show X Factor, insieme a Manuel Agnelli, Hell Raton e Mika, capitanando la categoria degli Under Uomini e riuscendo a portare in finale il suo concorrente Blind. In occasione dell'ultima puntata, Emma ha cantato in duetto con Blind stesso in una cover de La fine di Nesli, per poi esibirsi in qualità di ospite con il suo singolo Latina. Nell'ottobre 2020 è uscito Note di viaggio - Capitolo 2: non vi succederà niente, album tributo a Francesco Guccini prodotto e arrangiato da Mauro Pagani, nel quale è presente una reinterpretazione di Autunno curata da Emma Marrone insieme a Roberto Vecchioni, versione apprezzata dallo stesso Guccini.
Nel 2020 la rivista Forbes Italia l'ha inserita tra le cento donne di successo in Italia.
Il 15 gennaio 2021 è uscito il singolo Pezzo di cuore, realizzato insieme ad Alessandra Amoroso e presentato sul palco del Festival di Sanremo 2021 con la stessa Alessandra in qualità di superospiti, mentre il 4 giugno dello stesso anno è stata la volta di Che sogno incredibile, singolo inciso insieme a Loredana Bertè. I due brani, certificati rispettivamente disco di platino e disco d'oro, hanno anticipato la raccolta Best of Me, uscita il 25 giugno dello stesso anno e contenente una selezione dei suoi principali successi in chiave riarrangiata.

### 2022-presente:Sbagliata ascendente leoneeSouvenir
Nel febbraio 2022 ha partecipato in gara al 72º Festival di Sanremo con il brano Ogni volta è così, classificandosi sesta al termine della manifestazione. Il 4 settembre muore il padre di Emma, Rosario. Nel corso dell'anno ha lavorato al suo documentario, intitolato Sbagliata ascendente leone e distribuito unicamente su Prime Video; il 29 novembre è stato presentato l'omonimo singolo Sbagliata ascendente leone per il download digitale.
Nel febbraio 2023, insieme a Laura Marzadori, ha preso parte alla serata delle cover del 73º Festival di Sanremo cantando in duetto con Lazza il brano La fine di Nesli. Il 13 ottobre dello stesso anno è uscito anche il settimo album Souvenir, anticipato dai singoli Mezzo mondo, Taxi sulla Luna con Tony Effe e Iniziamo dalla fine; nel disco è contenuto anche Amore cane, brano in duetto con Lazza pubblicato come singolo il 1º dicembre 2023. Il disco è stato presentato live nei più famosi club italiani dal 10 novembre al 22 dicembre seguenti, con un tour intitolato Souvenir in da Club.

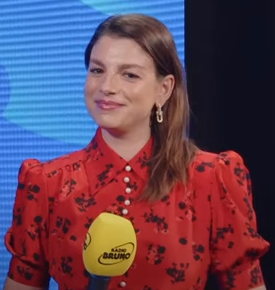
Emma intervistata da Radio Bruno durante la partecipazione al Festival di Sanremo 2024

Nel febbraio 2024 è tornata in gara al 74º Festival di Sanremo con il brano Apnea, classicandosi quattordicesima al termine della manifestazione. Nel maggio dello stesso anno ha pubblicato il singolo Femme fatale e nel mese di giugno ha collaborato con Jvli e Olly nel singolo Ho voglia di te.
Dopo la sua partecipazione a Sanremo 2024 annuncia per il prossimo autunno l''Emma In Da Town nelle città di Milano, Roma e Bari e successivamente anche l'Emma Tour Estivo 2024, partecipando da giugno ad agosto ai festival più importanti nella penisola.
Ha inoltre annunciato tramite i suoi canali social l'uscita del nuovo singolo Hangover, in collaborazione con il rapper Baby Gang, per il 20 settembre 2024.

## Vita privata
Dal 2009 al 2012 è stata legata a Stefano De Martino, nel 2013 a Marco Bocci e nel 2015 a Fabio Borriello.

## Stile e influenze musicali
Cantautrice pop-rock, Emma è caratterizzata da una voce di contralto graffiante e rauca dalle tinte blues. Vicina alla musica fin da bambina, identifica in Gianna Nannini il suo principale punto di riferimento artistico; è stata infatti definita come la sua erede artistica. Tra gli altri suoi punti di riferimento artistici vi sono Mina e Loredana Bertè. Il suo timbro graffiante è stato sottolineato dal critico Mario Luzzatto Fegiz; anche il pianista Nazzareno Carusi si è soffermato sul timbro di Emma e sul suo modo di cantare: "dotata di un talento di base, dà l'impressione che canti ad istinto e ciò potrebbe anche danneggiare le corde vocali". Di seguito Emma ha iniziato a curare la voce e ha dichiarato che, cantando tanto, ha imparato ad usare e gestire meglio il suo timbro.

## Filantropia
Sin dall'inizio della sua carriera, la cantante ha partecipato a diverse iniziative di solidarietà, impegno sociale e beneficenza. Nel febbraio 2011 Emma ha partecipato alla manifestazione Se non ora quando, un movimento ideato per protestare a favore dei diritti delle donne, partecipa allo stesso movimento anche nel 2012. In diverse interviste la cantante ha dichiarato di aver sempre partecipato, sin da giovanissima, a manifestazioni sociali e di aver svolto per un anno il servizio civile assistendo gli anziani a domicilio.
In seguito ad un intervento chirurgico per un tumore dell'utero, ha promosso una campagna di sensibilizzazione alla prevenzione dei tumori tra i giovani. Già nel 2010 era attiva in tal senso, difatti assieme agli altri dodici cantanti di Amici 9 ha pubblicato il singolo a scopo benefico Cellule (per rinascere basta un attimo), il cui ricavato è stato devoluto all'Istituto nazionale tumori Regina Elena e all'Istituto dermatologico S. Gallicano di Roma. Da maggio 2011 diventa testimonial dell'Associazione italiana per la ricerca sul cancro per aiutare la ricerca contro il cancro. Sempre nel 2011 Emma presta il proprio volto per una campagna dedicata alla prevenzione oncologica dell'Associazione nazionale tumori, ONLUS che opera nell'ambito dell'assistenza socio-sanitaria domiciliare gratuita ai sofferenti di tumore.
Il 27 maggio 2012 partecipa al Dream on Show, spettacolo organizzato dal Dipartimento per le Politiche Antidroga, Ministro per la Cooperazione Internazionale e l'Integrazione della Presidenza del Consiglio dei ministri per lanciare un messaggio contro tutte le droghe. L'11 luglio dello stesso anno ha partecipato al concerto SLAncio di vita, contro la SLA, finalizzato per finanziare la ricerca sulla Sclerosi laterale amiotrofica. Sempre nell'estate del 2012 ha collaborato con la Protezione Civile della Misericordia devolvendo l'intero ricavato del suo concerto a Lastra a Signa del 21 luglio per l'acquisto di un macchinario polifunzionale.
Dal dicembre 2014 supporta Never Give Up associazione non-profit per lo studio e la cura dei disturbi alimentari.
L'11 giugno 2022 ha partecipato al concerto benefico Una. Nessuna. Centomila contro la violenza contro le donne, tenutosi al Campovolo di Reggio Emilia insieme a Elisa, Giorgia, Laura Pausini, Alessandra Amoroso, Fiorella Mannoia e Gianna Nannini. Nel 2024 partecipa alla riedizione dell'evento Una. Nessuna. Centomila – in Arena.
A seguito della morte del padre il 4 settembre 2022 per leucemia ha lanciato un appello pubblico per sensibilizzare l'opinione pubblica sulla donazione di midollo osseo. Ha promosso la registrazione – come donatori – attraverso l'ADMO (Associazione Donatori Midollo Osseo).

## Discografia

### Album in studio
- 2010 – A me piace così
- 2011 – Sarò libera
- 2013 – Schiena
- 2015 – Adesso
- 2018 – Essere qui
- 2019 – Fortuna
- 2023 – Souvenir

### Album dal vivo
- 2014 – E Live

### Raccolte
- 2021 – Best of Me

### Colonne sonore
- 2022 – Sbagliata ascendente leone (Official Soundtrack)

## Tournée
- 2010 – Ahi ce sta passu tour
- 2011 – A me piace così tour
- 2012 – Sarò libera tour
- 2013 – Schiena tour
- 2014 – Emma Limited Edition
- 2014 – Emma 3.0
- 2016 – Adesso tour
- 2018 – Essere qui tour
- 2019 – Essere qui tour - Exit Edition
- 2021 – Fortuna Live
- 2023 – Souvenir in da Club
- 2024 – Emma - Tour estivo
- 2024 – Emma in da Town

## Programmi televisivi
- Superstar tour (Italia 1, 2003) - concorrente
- Amici di Maria De Filippi (Canale 5, 2009-2010, 2012-2013, 2015-2018)[242]
- Tú sí que vales (Canale 5, 2014) - giudice popolare
- Festival di Sanremo (Rai 1, 2015) - co-conduttrice
- Celebrity Bake Off (Real Time, 2016) - concorrente
- X Factor (Sky Uno, 2020-2021) - giudice

## Partecipazioni a manifestazioni canore
- Eurovision Song Contest
  - 2014 – 21º posto con La mia città
- Festival di Sanremo (Rai 1)
  - 2011 – 2º posto sezione "Artisti" con Arriverà, insieme ai Modà
  - 2012 – 1º posto sezione "Artisti" con Non è l'inferno
  - 2022 – 6º posto con Ogni volta è così
  - 2024 – 14º posto con Apnea

## Filmografia

### Cinema
- Benvenuti al Nord, regia di Luca Miniero (2012)
- La cena di Natale, regia di Marco Ponti (2016)
- Gli anni più belli, regia di Gabriele Muccino (2020)
- Il ritorno, regia di Stefano Chiantini (2022)
- Sbagliata ascendente leone, regia di Bendo (2022) – documentario

### Televisione
- Untraditional, regia di Fabio Volo – serie TV, episodio 1x03 (2016)
- Come quando fuori piove, regia di Fabio Mollo – serie TV, 1 episodio (2018)
- A casa tutti bene - La serie, regia di Gabriele Muccino – serie TV (dal 2021)

## Spot pubblicitari
- Line (2013)[243]
- Tezenis (2018)[244]
- Lines (2020)[245]

## Opere
- Emma Marrone, Dentro è tutto acceso, Mondadori, 2016, ISBN 9788891809155.

## Riconoscimenti
- All Music Italia Awards
  - 2019 – Miglior album pop rock per Fortuna
- Amici di Maria De Filippi
  - 2010 – Vincitrice della nona edizione nella categoria "Canto"[246]
- Bama Music Awards
  - 2016 – Best Female Act
- Battiti Live
  - 2012 – Disco Norba[247]
- Cavalchina Awards
  - 2014 – "Personaggio unico e raro"[248]
- Diversity Media Awards
  - 2020 – Personaggio dell'anno
- Festival di Sanremo
  - 2012 – Vincitrice sezione "Artisti" con Non è l'inferno
- Filming Italy Los Angeles
  - 2023 – Best Performance Award per il film Il ritorno[249]
- Forbes Italia
  - 2020 – Inserimento tra le cento donne di successo in Italia[196]
- Latin Music Italian Awards
  - 2015 – Miglior video femminile internazionale dell'anno per Occhi profondi
  - 2016 – Miglior artista femminile internazionale dell'anno
- MTV Awards
  - 2013 – Donna meraviglia
  - 2016 – Best Italian Female
  - 2017 – Migliore donna italiana
- Music Awards
  - 2010 – Disco multiplatino per Oltre
  - 2011 – Disco platino per A me piace così
  - 2011 – Singolo platino per Arriverà[250]
  - 2012 – Disco platino per Sarò libera[106]
  - 2013 – Disco d'oro per Schiena
  - 2013 – Singolo platino per Amami
  - 2014 – Disco multiplatino per Schiena
  - 2015 – Disco oro per E Live
  - 2016 – Disco platino per Adesso
  - 2016 – Singolo platino per Occhi profondi
  - 2017 – Live Platino per Adesso Tour
  - 2017 – Premio Arena di Verona
  - 2018 – Disco oro per Essere qui
  - 2019 – Live Platino per Essere qui Tour
  - 2021 – Premio Arena di Verona
  - 2024 – Disco platino per Souvenir
  - 2024 – Singolo multiplatino per Apnea
- Onstage Awards
  - 2017 – Miglior artista femminile
  - 2020 – Migliore artista femminile
- Premio TV - Premio regia televisiva
  - 2015 – Miglior programma TV per Amici di Maria De Filippi
  - 2015 – Miglior programma TV per il Festival di Sanremo 2015
  - 2016 – Top10 per Amici di Maria De Filippi
- Rockol Awards
  - 2013 – Miglior album italiano per Schiena[251]
  - 2013 – Miglior video italiano per Amami[251]
  - 2013 – Miglior Concerto/Festival/Tour italiano per Schiena Tour[251]
- Sanremo Hit Awards
  - 2012 – Premio Download per Arriverà con i Modà[252]
- Sanremo on Stage
  - 2024 – Canzone più amata da chi viaggia per Apnea
- Social Artist Awards
  - 2019 – Miglior videoclip per Io sono bella
  - 2021 – Miglior feat per Pezzo di cuore
- Summer Festival
  - 2014 – Premio di puntata - Canzone dell'estate per La mia città (1ª puntata)
- Superstar Tour
  - 2003 – Vittoria (premio contratto con la Universal e un posto nella band Lucky Star formata dalle tre prime classificate)
- Telegatto
  - 2024 – Premio alla carriera
- Tirreno Festival
  - 2024 – Premio Teatro Dei Ruderi come Miglior Summer Tour 2024
- TRL Awards
  - 2012 – Italian Do It Better[101]
- Venice Music Awards
  - 2010 – Miglior voce femminile[48]
- Vevo
  - 2023 – Premio Top Original come Vevo Original più visto in Italia nel 2023 per la Studio Performance di Intervallo